# Na Skalách (přírodní památka, okres Brno-město)
Na Skalách je přírodní památka ležící v Kníničkách v Brně. Nachází se na levé straně průlomového údolí řeky Svratky, zčásti zatopeného Brněnskou přehradou v Bobravské vrchovině. Tvoří ji skalní výchoz a příkrý svah s jižní až jihozápadní expozicí v okrsku Trnovka. Důvodem ochrany jsou lesní společenstva zakrslých doubrav, jejich bylinný podrost a teplomilná travinobylinná společenstva. Vyhlášena byla Úřadem města Brna v prosinci 1991 s účinností od února 1992.

## Geologie
Podloží tvoří vilémovické vápence devonského stáří (macošské souvrství), vyvřeliny brněnského masivu a sedimenty Boskovické brázdy. Půdy reprezentuje rendzina typická (litická) a kambizem typická (kyselá varieta).

## Flóra
V porostech teplomilných dřínových doubrav a černýšových dubohabřin jsou zastoupeny dub letní (Quercus robur), dub zimní (Quercus petraea), habr obecný (Carpinus betulus), javor mléč (Acer platanoides), jeřáb břek (Sorbus torminalis), jilm horský (Ulmus glabra), lípa malolistá (Tilia cordata), lípa velkolistá (Tilia platyphyllos), mezi keři bez černý (Sambucus nigra), brslen bradavičnatý (Euonymus verrucosus), dřín jarní (Cornus mas), hloh obecný (Crataegus laevigata), líska obecná (Corylus avellana), řešetlák počistivý (Rhamnus cathartica), trnka obecná (Prunus spinosa), svída krvavá (Cornus sanguinea) či růže šípková (Rosa canina). Rostlinstvo zastupuje brambořík nachový (Cyclamen purpurascens), dymnivka plná (Corydalis solida), medovník velkokvětý (Melittis melissophyllum), prvosenka jarní (Primula veris), pryšec mandloňovitý (Euphorbia amygdaloides) a rozrazil vídeňský (Veronica vindobonensis). Na vápencových skalkách je to pak divizna jižní rakouská (Verbascum chaixii subsp. austriacum), pryšec mnohobarvý (Euphorbia epithymoides), sesel sivý (Seseli osseum) či strdivka brvitá (Melica ciliata).

## Fauna
Ve starých doupných stromech hnízdí krutihlav obecný (Jynx torquilla), lejskové bělokrký (Ficedula albicollis) a šedý (Muscicapa striata), rehek zahradní (Phoenicurus phoenicurus), strakapoud prostřední (Dendrocopos medius) a žluva hajní (Oriolus oriolus).